# Кент (Россия)
Кент (чечен. КӀента) — покинутый аул в Итум-Калинском районе Чеченской Республики.

## География
Расположен к юго-западу от районного центра Итум-Кали.
Ближайшие развалины бывших аулов: на северо-западе — бывший аул Чамги, на северо-востоке — бывший аул Хангихой, на юго-востоке — бывший аул Кирбаса, на юго-западе — бывший аул Тюли.